# ليزا هارفي
ليزا هارفي هي منافسة ألعاب القوى كندية، ولدت في 7 فبراير 1970 في فانكوفر في كندا.

## وصلات خارجية
- ليزا هارفي على موقع الاتحاد الدولي لألعاب القوى (الإنجليزية)
- ليزا هارفي على موقع الاتحاد الكندي لألعاب القوى (الإنجليزية)
- ليزا هارفي على موقع اللجنة الأولمبية الدولية (الإنجليزية)
- ليزا هارفي على موقع أوليمبيديا (الإنجليزية)
- ليزا هارفي على موقع اللجنة الأولمبية الكندية (الإنجليزية)